# Iwan Iwanowitsch Skworzow-Stepanow

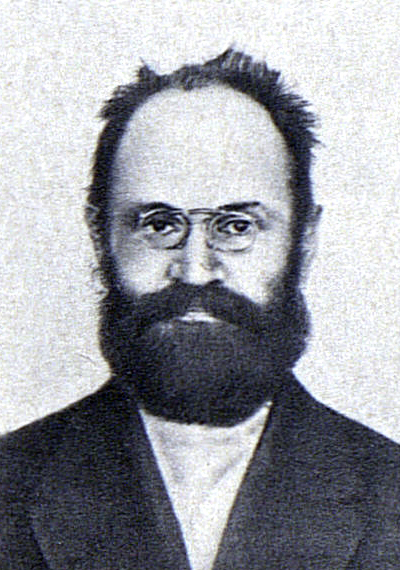
Iwan Skworzow-Stepanow vor 1926

Iwan Iwanowitsch Skworzow-Stepanow (russisch Иван Иванович Скворцов-Степанов; * 24. Februarjul. / 8. März 1870greg. in Malzewo-Brodowo, Gouvernement Moskau, Russisches Kaiserreich; † 8. Oktober 1928 in Sotschi, Sowjetunion) war ein russischer Historiker, Ökonom und Politiker.

## Leben
Skworzow-Stepanow studierte am Moskauer Lehrerinstitut. Er gab zusammen mit Alexander Bogdanow den „Kurzen Lehrgang der ökonomischen Wissenschaft“ heraus und übersetzte Bücher von Kautsky, Hilferding, Sombart und Cunow ins Russische. 1907 bis 1911 war er als Bolschewik Dumaabgeordneter. Nach der Oktoberrevolution war er kurzzeitig Volkskommissar für Finanzen, von 1918 bis 1925 stellvertretender Chefredakteur der Prawda, danach Chefredakteur der Iswestija. Ab 1926 war er Direktor des Lenininstituts. Er starb 1928. Seine Urne wurde an der Kremlmauer beigesetzt.